# Hipposideros marisae
Hipposideros marisae је сисар из реда слепих мишева и фамилије Hipposideridae.

## Угроженост
Ова врста се сматра рањивом у погледу угрожености врсте од изумирања.

## Распрострањење
Ареал врсте покрива средњи број држава. 
Врста је присутна у Обали Слоноваче, Гвинеји и Либерији.

## Станиште
Станиште врсте су тропске шуме и пећине до 650 метара надморске висине.

## Начин живота
Врста Hipposideros marisae живи у пећинским хабитатима.